# Lesiew
Lesiew – wieś w Polsce położona w województwie łódzkim, w powiecie rawskim, w gminie Biała Rawska.
Wieś wymieniana w 1397 r. jako Leszowo, Leszewo i Lessowo.
W latach 1975–1998 miejscowość administracyjnie należała do województwa skierniewickiego.